# Флэппер (пирог)
Пирог-флэппер (англ. Flapper pie или Забытый пирог прерий англ. forgotten Prairie pie), представляет собой пирог с ванильным заварным кремом, покрытый безе (или иногда взбитыми сливками в Южном Саскачеване) в корочке из крекера Грэма. Виски, персик, лимонную цедру или ваниль можно добавлять в заварной крем для пирога-флэппера.
Пирог является частью кулинарной культуры канадских прерий. 

## История
Точное происхождение пирога-флэппера неизвестно. Однако пирог-флэппер стал популярен в канадских прериях в 1920-х годах, а десерт получил свое название от флэпперов. Flapper Pie подавали в каждом кафе в прерийных провинциях.
Пирог-флэппер продолжали готовить в эпоху Великой депрессии , поскольку для его рецепта требовались только простые ингредиенты . К 1940-м годам пирог утратил популярность и стал «забытым». 
Вероятно, популярность этому забытому десерту в XXI веке вернула кулинарная книга Карлинн Джонстон 2016 года под названием "Flapper Pie and A Blue Prairie Sky: A Modern Baker's Guide to Old-Fashioned Desserts: A Baking Book".